# Islas Sula
Las islas Sula (en indonesio:  Kepulauan Sula) son un grupo de islas en el oeste de las Molucas septentrionales pertenecientes a Indonesia. Sus tres islas principales son Mangole, Sanana (Sula Besi / xulla Besi ) y Taliabu, con las islas menores Lifamatola y Seho. Se administra como parte de la regencia de Kepulauan Sula (kabupaten Kepulauan Sula), con su capital administrativa en Sanana en la isla del mismo nombre. Su superficie es de 9.632,92 kilómetros cuadrados y posee 132.070 habitantes (según el censo de 2010). 
Biogeográficamente se engloban en las Célebes, al quedar situadas al oeste de la línea de Weber.